# Labudovi
Labudovima (lat. Cygnus) se naziva rod ptica iz reda patkarica. Unutar reda patkarica, labudovi su dio potporodice gušćarica. Rod Olor, koji više nije priznat nekada je činio s rodom cygnus tribus u porodici pataka. Vrsta Olor cygnus danas se naziva Cygnus cygnus (Linnaeus, 1758), a Olor buccinator - Cygnus buccinator Richardson, 1832
Perje labudova je ili potpuno bijelo, ili je mješavina crnog i bijelog, pri čemu bijela varijanta može ponekad imati crne vrškove krila. Crni labudovi su jedina crna vrsta labudova. Imaju bijele vrškove krila i izraženo crveno obojene kljunove. Mužjaci i ženke su uvijek vrlo slični, bez spolnog dimorfizma.
Labudovi se od gusaka u užem smislu razlikuju još dužim vratom koji im omogućuje pretraživanje dna dubljih voda, i veličinom tijela koje ih čini najvećim vodenim pticama. Raspon krila im može doseći dva metra, a mogu težiti 15 kilograma. Suprotno krilima, noge su im relativno kratke, tako labudovi na tlu djeluju prilično nespretno. No zato imaju vrlo snažne letne mišiće pa mogu preletjeti i više od tisuću kilometara do svojih gnjezdišta na sjeveru.
Oba roditelja zajedno brinu o mladuncima. Ostaju s njima do godine dana.
Navodi o životnom vijeku labudova su vrlo različiti. Kreću se od 19 pa do 50 godina, a dijelom i puno više od toga.

## Sistematika
Labudovi u užem smislu su vrste roda Cygnus, koji se, već prema gledanju, dijele na 5 odnosno 7 vrsta. Južnoamerički Coscoroba labud (Coscoroba coscoroba) je jedina vrsta roda Coscoroba. 

## Vrste
- Pravi labudovi (Cygnus )
  - Crni labud (C. atratus)
  - Crnovrati labud (C. melanocoryphus)
  - Crvenokljuni labud (C. olor)
  - Crnokljuni labud (C. buccinator)
  - Mali labud (C. columbianus)
  - Žutokljuni labud (C. cygnus)
  - † Novozelandski labud (C. sumnerensis)

- Coscoroba labudovi (Coscoroba)
  - Južnoamerički labud (C.coscoroba)

## Labudovi i čovjek
Labudovi su često nadahnjivali ljudsku maštu. O tome svjedoči pojam Labuđi pjev, bajka "Ružno pače" te je po njihovom prekrasnom plesu nazvan balet Labuđe jezero. U toj bajci, kao i inače u europskoj mitologiji labud simbolizira zrelost i dovršenost, a u umjetnosti se često koristi kao alegorija za čistoću.

## Vanjske poveznice
Ostali projekti
|  | Zajednički poslužitelj ima još gradiva o temi Labudovi |
|  | Wikivrste imaju podatke o taksonu Labudovi             |
|  | Wječnik ima rječničku natuknicu labud                  |